# 天草種資
天草 種資（あまくさ たねすけ）は、鎌倉時代中期の肥前国天草郡の武士。

## 略歴
父・種有は大宰府在庁官人大蔵氏の流れを持つ天草下島の開発領主で、天草氏勃興の祖となった人物である。貞永2年（1233年）種有入道は自領を子らに分割相続させたが、天草氏の惣領を女子の播磨局と定めて本領の本砥島領を相続させ、もう一人の女子・をくくまには大江領が、すでに出家していた種秀には高浜領などが、そして幼少だった「こま王」種資には河内浦領が与えられた。その後、姉の播磨局の養子として天草氏の惣領を相続したようである。